# Astragalus bashgalensis
Astragalus bashgalensis är en ärtväxtart som beskrevs av Dieter Podlech. Astragalus bashgalensis ingår i släktet vedlar, och familjen ärtväxter. Inga underarter finns listade i Catalogue of Life.